# Trung tâm hạt nhân Yongbyon
Trung tâm Nghiên cứu Khoa học Hạt nhân Yongbyon là một cơ sở hạt nhân lớn của Bắc Triều Tiên, vận hành các lò phản ứng hạt nhân đầu tiên của Cộng hòa Dân chủ Nhân dân Triều Tiên. Trung tâm này tọa lạc tại huyện Yongbyon ở tỉnh Bắc Pyongan, cách thủ đô Bình Nhưỡng 103 km về phía Bắc.

## Đóng cửa vào năm 2007
Thứ 3, ngày 13 tháng 2 năm 2007, một thỏa thuận đã đạt được trong cuộc đàm phán 6 bên rằng Bắc Triều Tiên sẽ đóng cửa và niêm phong cơ sở hạt nhân Yongbyon, bao gồm trang thiết bị tái chế và mới nhân viên của IAEA trở lại để tiến hành các kiểm tra và giám sát cần thiết. Đổi lại, Bắc Triều Tiên sẽ nhận được trợ giúp năng lượng khẩn cấp từ 5 bên tham gia đàm phán dưới dạng 50.000 tấn dầu nhiên liệu nặng.
Các thanh sát viên của IAEA đã đến địa điểm này vào ngày 26 tháng 8 năm 2007 để thảo luận việc bố trí kiểm tra và giám sát việc đóng cửa nhà máy. Quá trình này đã bị trì hoãn từ tháng 4 do một tranh chấp với Hoa Kỳ trong vấn đề Banco Delta Asia. Ngày 3 tháng 6, một quan chức Hàn Quốc giấu tên đã cho biết quá trình đóng cửa này sẽ có thể bắt đầu sau chuyến hàng chở dầu đầu tiên đến cuối tháng đó. Vào ngày 14 tháng 7, Sean McCormack tuyên bố rằng Bắc Triều Tiên trước đó đã nói với Hoa Kỳ rằng lò phản ứng trước đó đã được đóng cửa. Ông cho rằng Hoa Kỳ hoan nghênh tin này và đang đợi sự kiểm tra của đội thanh sát IAEA. Ngày tiếp theo, nhóm trưởng IAEA Mohamed ElBaradei thông báo xác nhận của Liên Hợp Quốc rằng lò phản ứng đã được đóng trước đó. Ngày 18 tháng 7 năm 2007, IAEA xác nhận rằng tất cả các cơ sở hạt nhân ở Yongbyon đã đóng cửa.